# Sơn cam
Sơn cam (danh pháp khoa học: Cansjera rheedei) là một loài thực vật có hoa trong họ Opiliaceae. Loài này được J.F.Gmel. mô tả khoa học đầu tiên năm 1791.

## Hình ảnh

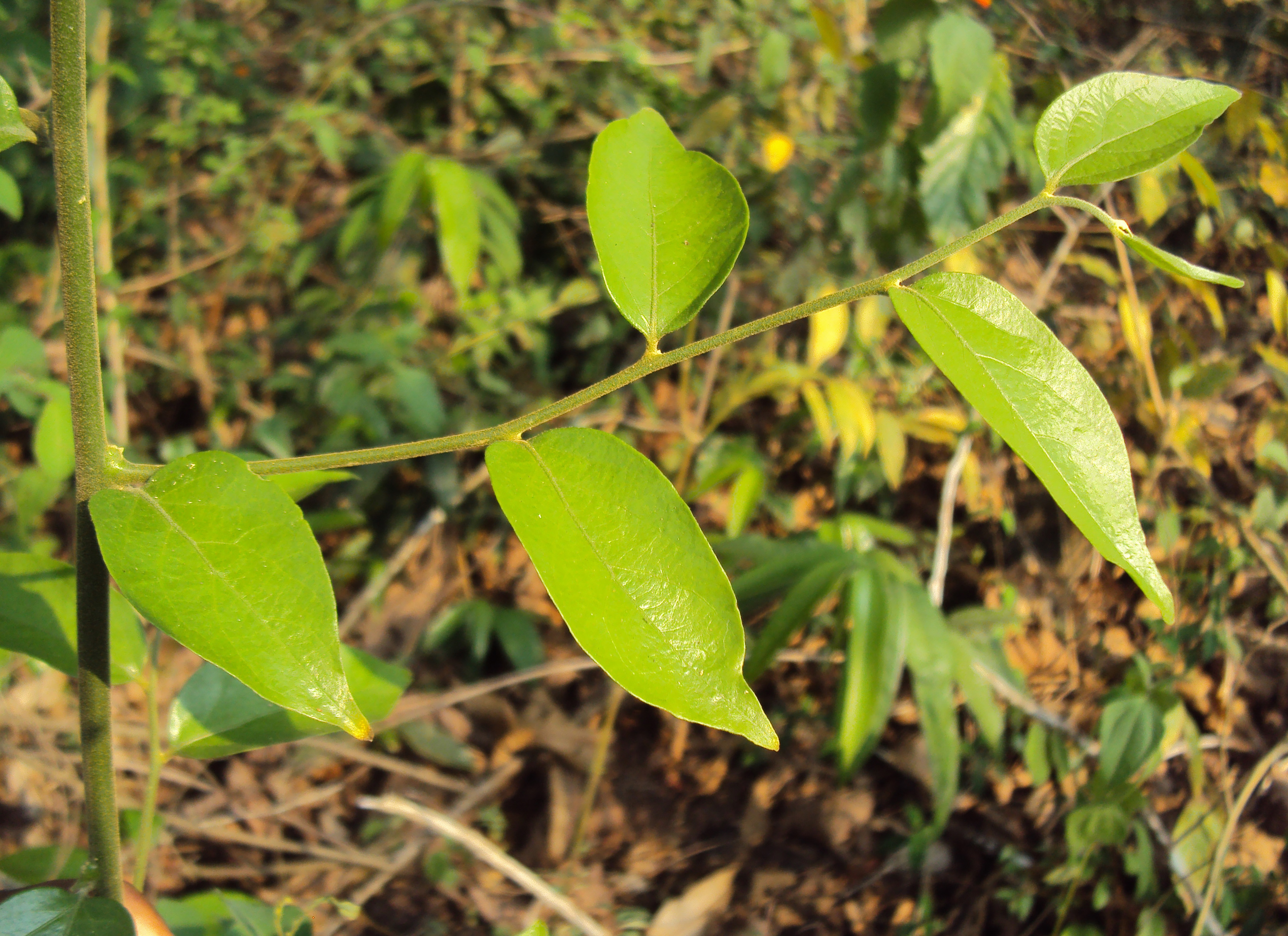
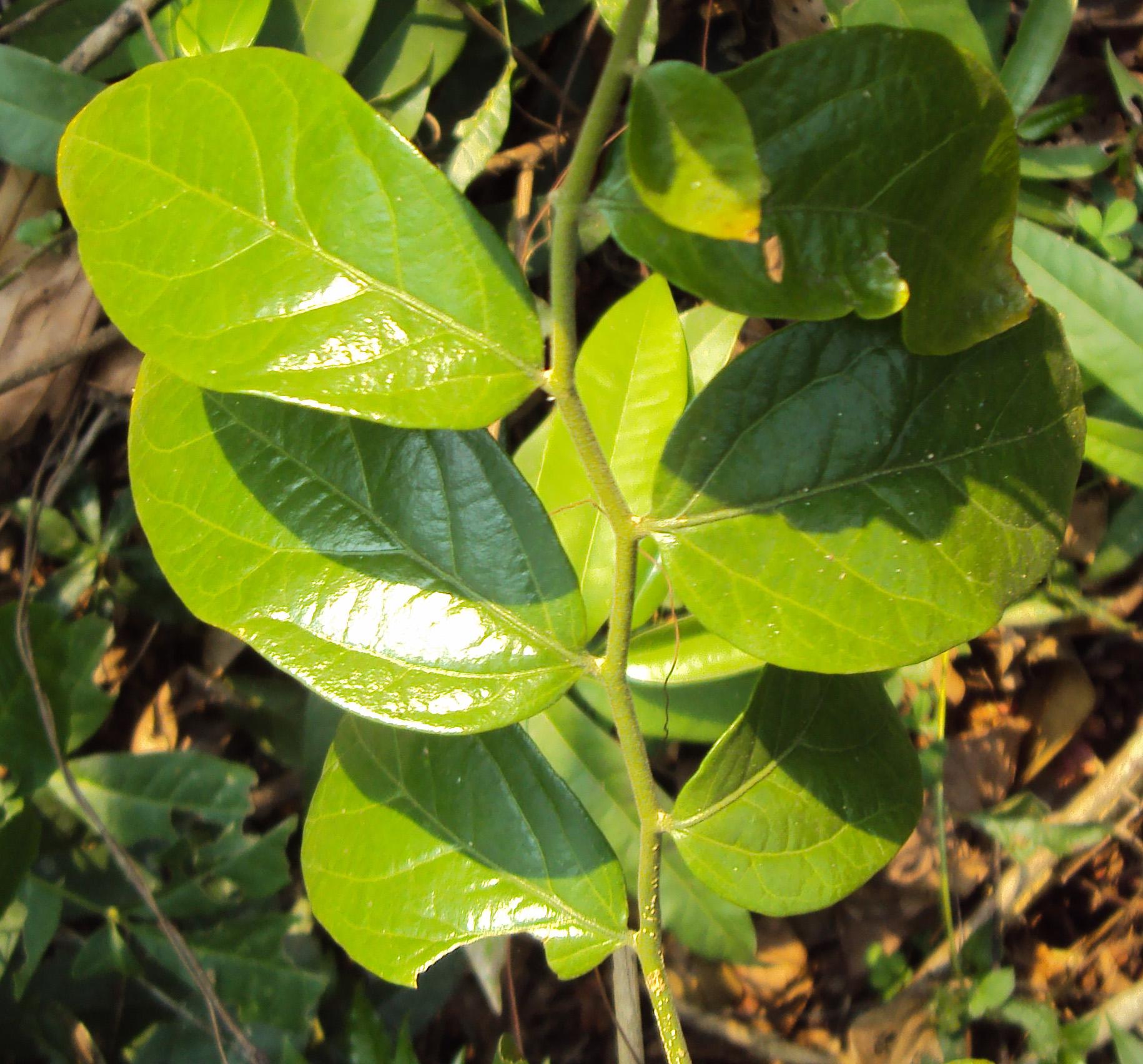
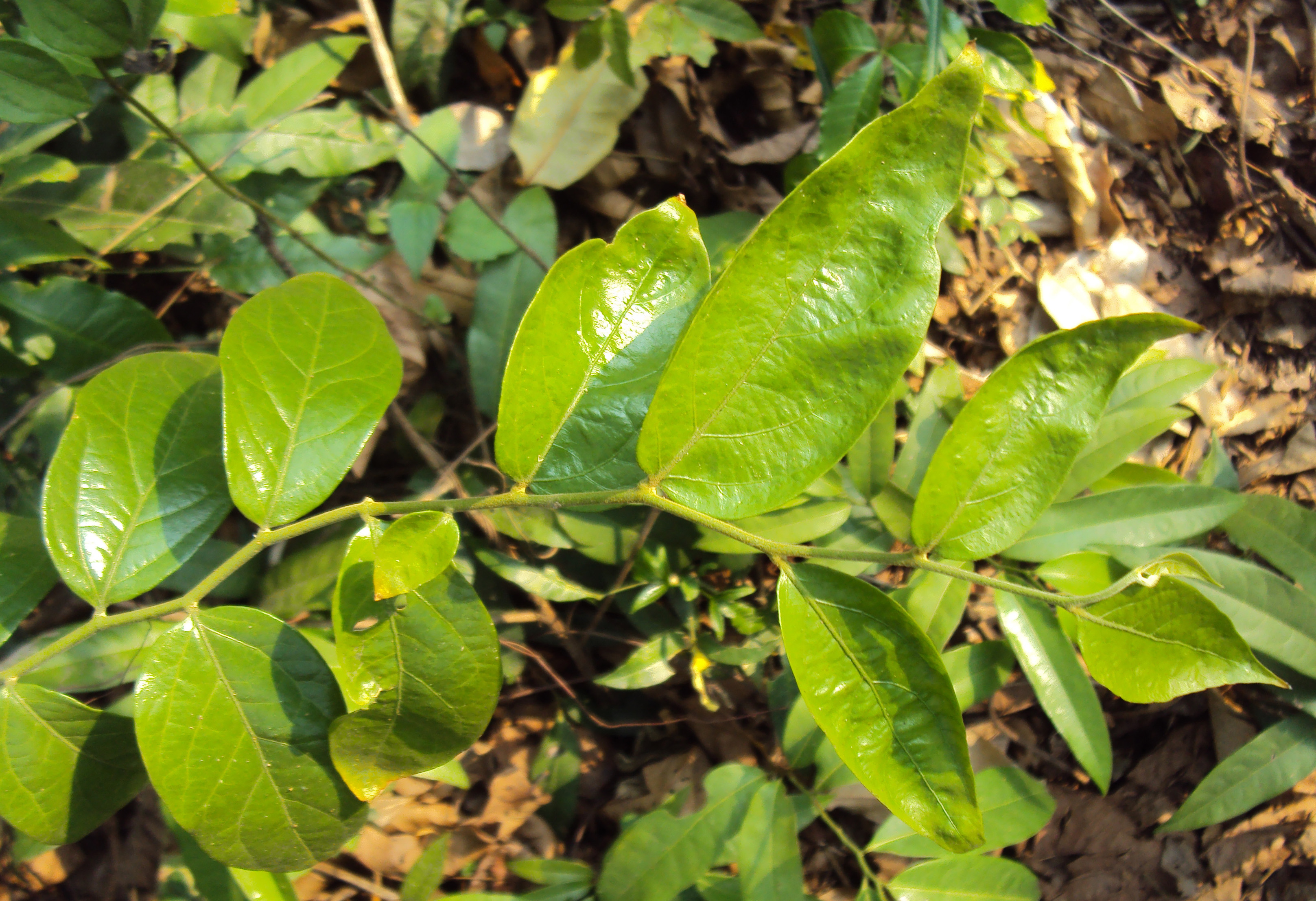
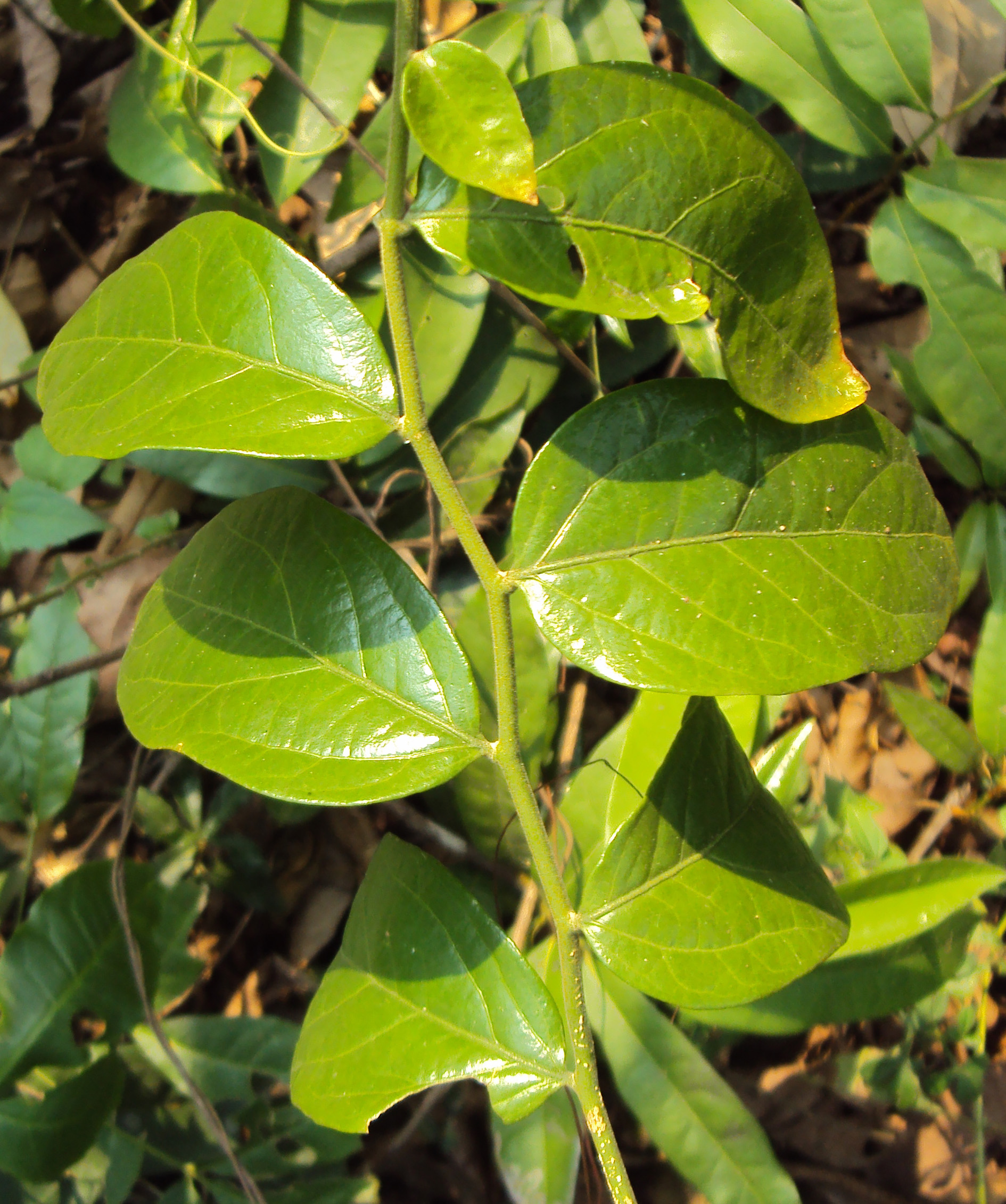